# Lorenz Orth
Lorenz Orth (* 5. September 1872 in Burrweiler; † 4. September 1955 in Landau in der Pfalz) war ein deutscher Lehrer und Kommunalpolitiker.

## Werdegang
Orth war ab 1891 Schulverweser an der Volksschule von Landau und ab 1895 Lehrer. 1912 wechselte er als technischer Leiter an die gewerbliche Fortbildungsschule der Stadt. Nach dem Ende des Ersten Weltkriegs wirkte er auf die Gründung einer Berufsschule hin, deren erster Direktor er 1920 wurde.
Als Abgeordneter der Zentrumspartei gehörte er ab 1909 dem Kollegium der Gemeindebevollmächtigten an und war erster Ersatzmann für den Magistrat. Von 1920 bis 1924 war er Dritter Bürgermeister und übernahm von Dezember 1923 bis März 1924 kommissarisch die Geschäfte des Oberbürgermeisters. Von 1929 bis 1931 war er Zweiter Bürgermeister.

## Ehrungen
- 1948: Ehrenbürgerwürde der Stadt Landau in der Pfalz
- 1952: Verdienstkreuz (Steckkreuz) der Bundesrepublik Deutschland